# Xestia brunneago
Xestia brunneago là một loài bướm đêm trong họ Noctuidae.